# Eva Haettner Aurelius
Eva Haettner Aurelius, under en period Eva Haettner Olafsson, född 5 september 1948 i Trollhättan, är en svensk professor i litteraturvetenskap vid Lunds universitet.
Hon är gift med biskop Erik Aurelius och sedan 2009 ordförande i Birger Sjöberg-sällskapet.

## Utmärkelser, ledamotskap och priser
- Ledamot av Vetenskapssocieteten i Lund (LVSL, 1993)[2]
- Schückska priset (2003)

### Redaktör
- Efterlämnat. Vänersborg: Birger Sjöberg-sällsk. 1989. Libris 7793164. ISBN 9197100315
- Vardagar med poesi. Vänersborg: Birger Sjöberg-sällsk. 1990. Libris 7793165. ISBN 9197100323
- Uppbrott och förnyelse. Vänersborg: Birger Sjöberg-sällsk. 1992. Libris 8383557. ISBN 9197100331
- Nordisk kvindelitteraturhistorie. København: Rosinante/Munksgaard. 1993-1998. Libris 7200034. ISBN 87-16-14665-4
- Döden : föredrag. Linköping: Akad. för kyrka och kultur i Linköpings stift. 1995. Libris 1948471
- Samtal och sång. Vänersborg: Birger Sjöberg-sällsk. 1995. Libris 7793168. ISBN 9197100358
- Genreteori. Lund: Studentlitteratur. 1997. Libris 8352518. ISBN 914400107X
- Skapande och kriser. Vänersborg: Birger Sjöberg-sällsk. 1997. Libris 7793169. ISBN 9197100366
- Musik och lyrik. Vänersborg: Birger Sjöberg-sällsk. 1998. Libris 7793170. ISBN 9197100374
- Litteraturens värde = Der Wert der Literatur  : konferens i Stockholm 26-28 november 2004. Konferenser / Kungl. Vitterhets historie och antikvitets akademien, 0348-1433 ; 62. Stockholm: Kungl. Vitterhets historie och antikvitets akademien. 2006. Libris 10216038. ISBN 9174023594
- Birger Sjöberg och några andra. Vänersborg: Birger Sjöberg sällskapet. 2012. Libris 13605342. ISBN 9789197490757
- Women's language : an analysis of style and expression in letters before 1800. Lund: Nordic Academic Press. 2012. Libris 13620659. ISBN 9789187121876
- Bilder och berättelser. Birger Sjöberg sällskapet ; 2017. [Vänersborg]: [Birger Sjöberg sällskapet]. 2017. Libris 22048721. ISBN 9789197490788
- Minnet och minnandet i litteraturen : föreläsningar hållna vid ett symposium den 26 april 2013, Språk- och litteraturcentrum, Lunds universitet. Absalon (Lund), 1102-5522 ; 32. Lund: Språk- och litteraturcentrum, Lunds universitet. 2014. Libris 16961141. ISBN 9789188396303
- Sjöberg, Birger (2013). Fragment. Vänersborg: Birger Sjöberg sällskapet. Libris 14769767. ISBN 9789197490764
- Performativity in literature : the Lund-Nanjing seminars. Konferenser / Kungl. Vitterhets historie och antikvitets akademien, 0348-1433 ; 91. Stockholm: Kungl. Vitterhets historie och antikvitets akademien. 2016. Libris 19454104. ISBN 9789174024432
- Kvartettens rikedomar. Birger Sjöberg sällskapet ; 2018. [Vänersborg]: [Birger Sjöberg sällskapet]. 2018. Libris w5b9w4prtn8dpcxl. ISBN 9789163974939
- Kristina (2019). L'histoire de la reine Christine : text och kommentar. Svenska författare utgivna av Svenska vitterhetssamfundet, 0346-7864 ; 28. Stockholm: Svenska Vitterhetssamfundet. Libris p0gsq08lmn27n5k8. ISBN 9789172301917
- Sällskapets årsböcker 1962-2018 : en bibliografi. Birger Sjöberg sällskapet ; 2019-2020. Vänersborg: Birger Sjöberg-sällskapet. 2020. Libris lzl9sn02jblnpffc. ISBN 9789163974946